# Jules Viette

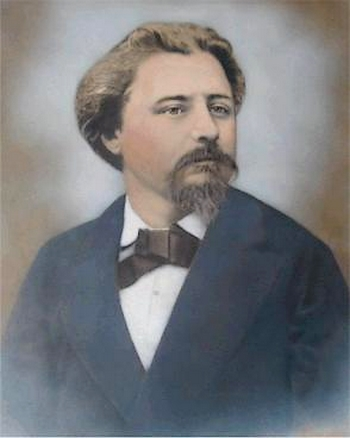
Jules Viette

Jules François Stanislas Viette (geboren am 6. Mai 1843 in Blamont; gestorben am 15. Februar 1894 in Paris) war während des Zweiten Kaiserreichs in Frankreich Journalist. In der Dritten Republik war er Mitglied der Abgeordnetenkammer und Minister.

## Leben
Jules Viette, Sohn eines Weinhändlers, studierte in Besançon und anschließend in Paris. Er bekämpfte die kaiserliche Regierung von Napoleon III. in republikanischen Zeitungen wie der in Besançon erscheinenden Le Doubs. Am Vorabend des Krieges von 1870/71 wurde er zum Bürgermeister von Blamont gewählt und diente anschließend als Hauptmann, wo er sich in mehreren Schlachten auszeichnete.
1871 wurde er im Wahlkreis Kanton Hérimoncourt zum Generalrat des Doubs gewählt; diesen Posten hatte er bis 1879 inne. Von 1876 bis zu seinem Tod 1894 vertrat er das Département Doubs; zunächst als linker, später als eher konservativ ausgerichteter republikanischer Kandidat in der Abgeordnetenkammer. In der Krise des 16. Mai 1877 gehörte er zu den 363 Abgeordneten, die letztendlich die Einsetzung republikanischer Regierungen erzwangen. Er stimmte verlässlich mit der republikanischen Mehrheit, und seine Qualitäten führten dazu, dass er 1887 zum Landwirtschaftsminister und 1892 zum Minister für öffentliche Arbeiten ernannt wurde. Als Landwirtschaftsminister ist sein Name mit der Einführung einer neuen Rinderrasse, der Montbéliarde-Kuh, verbunden.

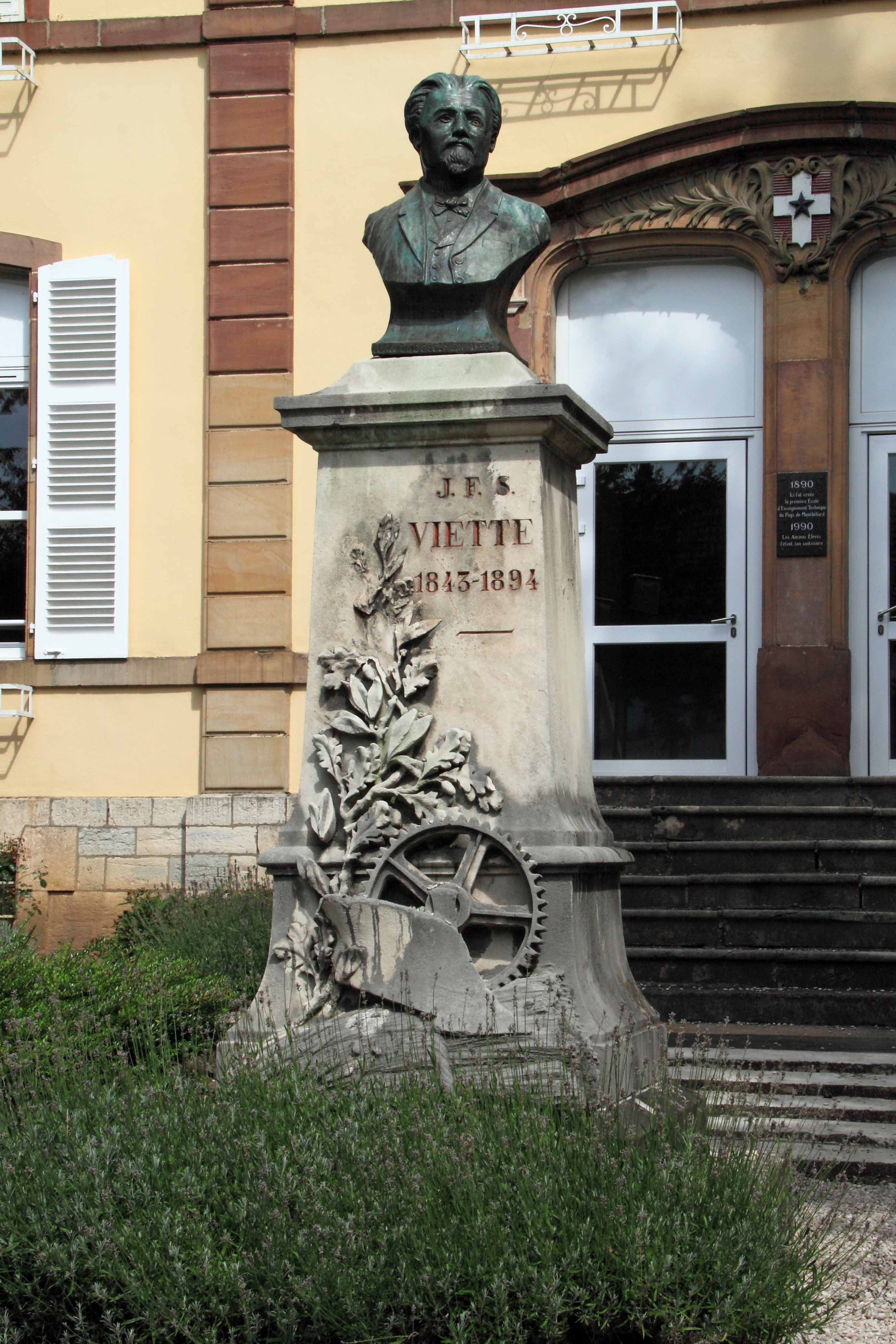
Büste vor dem Gymnasium in Montbéliard

In Montbéliard ist ein Gymnasium nach ihm benannt.